# Пейнович, Ката
Ката Пейнович (хорв. Kata Pejnović; 23 марта 1899, Смилян — 10 ноября 1966, Загреб) — югославская хорватская партизанка Народно-освободительной войны Югославии, в годы войны председательница Женского антифашистского фронта.

## Биография
Родилась 23 марта 1899 в селе Смилян близ Госпича в бедной сельской семье. Занималась  земледелием, оказывала помощь родным и близким по дому. Увлеклась в юности чтением, довольно часто читала марксистскую литературу. В 1936 году она начинает сотрудничать с Коммунистической партией Югославии, выполняя различные её поручения и распространяя идеологию в Западной Лике (преимущественно в Госпиче). Активно трудилась на политическом и культурном поприще. В 1938 году Пейнович была принята в ряды Коммунистической партии, в 1940 году вошла в состав Ликского облкома партии.
В 1941 году после начала войны с Германией Ката начала набирать добровольцев в партизанские ряды, уговаривая сельских жителей не сотрудничать с усташами и бороться против их произвола. Она также закупала оружие и припасы для партизан. После начала боевых действий в Лике она занялась организацией женского антифашистского движения в Лике — части югославского Женского антифашистского фронта. В мае 1942 года Пейнович повторно избрали в состав Ликского облкома, а в сентябре и председательницей Ликского отделения женского антифашистского фронта. В ноябре 1942 года на первом заседании Антифашистского вече народного освобождения Югославии в Бихаче Кату избрали послом вече — она стала первой женщиной-послом.
В том же году на Первой конференции Женского антифашистского фронта в Босанском-Петроваце Кату избрали и председательницей фронта. На Первом и Втором заседании Земельного антифашистского вече народного освобождения Хорватии она была принята в состав вече, а на Третьем заседании в 1944 году она вошла в состав руководства. В 1943 году на Первой конференции АЖФ в Хорватии Пейнович вошла в состав руководства хорватского отделения.
Как известный политический и военный деятель, Ката внесла огромный вклад в освобождение страны от фашизма и привлекла большое количество жительниц Югославии к борьбе с врагами. Она дослужилась до звания подполковника запаса. После освобождения страны Пейнович была избрана в парламент Народной Республики Хорватии, а на втором съезде Компартии Хорватии была избрана в ЦК.
В послевоенные годы Пейнович занимала должности членов Союза военных инвалидов Югославии, Социалистического союза трудового народа Хорватии и Конференции по дружественной активности женщин Хорватии. Была награждена медалью Партизанской памяти 1941 года, орденами «За заслуги перед народом», «Братства и единства», «За храбрость» и другими наградами.
Очень рано вышла замуж, вырастила пятерых детей (муж и трое детей во время войны были убиты усташами). Скончалась 10 ноября 1966 в Загребе, была похоронена на Мирогойском кладбище. 3 июня 1968 Кате было посмертно присвоено звание Народного героя Югославии.